# Samuel Klingenstierna
Samuel Klingenstierna   (Kärna församling, 18 d'agost de 1698 - Estocolm, 3 de novembre de 1765) fou un matemàtic i físic suec reconegut com l'introductor del càlcul infinitesimal a Escandinàvia i el primer matemàtic de relleu d'aquesta nacionalitat. Els articles que va publicar i el seu llegat en manuscrits, demostren que va treballar en tots el temes usuals en els seus dies.
Klingenstierna, fill d'un comandant de l'exèrcit suec i net d'un bisbe apostòlic, va iniciar els seus estudis en lleis a la Universitat d'Uppsala, però aviat es va inclinar per les matemàtiques que, segons creia, proporcionaven un pensament lògic rigorós, sobretot després d'haver estudiat Euclides.
Entre 1727 i 1731 va estar viatjant pel continent, visitant successivament Marburg (on estudia amb Christian Wolff), Basilea (Johann Bernoulli), París (Fontenele i Maupertuis) i, finalment, Londres.
En retornar a Uppsala, pren possessió de la càtedra de matemàtiques de la universitat per la que havia competit amb Anders Celsius, qui seria nomenat, poc després, catedràtic d'astronomia. Klingenstierna va ocupar el càrrec de rector de la universitat en tres ocasions.
A partir de 1750, una mica abans del seu nomenament de preceptor reial, va deixar de publicar articles. En el seu lloc es va començar a interessar per un problema òptic: l'aberració cromàtica dels telescopis i la possibilitat de construir lents acromàtiques. Klingenstierna, després d'estudiar el treball d'Euler sobre el tema, va descobrir les inconsistències que existien en la teoria de Newton i va encetar una polèmica sobre prioritat amb l'òptic britànic John Dollond.
El 1752 va ser nomenat preceptor del príncep, futur rei Gustau III de Suècia. Una malaltia el va fer deixar el càrrec el 1764 i, l'any següent moriria. La reina, agraïda per la feina feta amb el seu fill, va ordenar erigir un monument funerari en el seu honor a l'església de Lovo.